# Nils Clewberg
Nils Eriksson Clewberg, född 1654 i Klev, Alunda socken, död 23 januari 1726, var en svensk präst och riksdagsman. 

## Biografi
Clewberg, som var bondson, upptog släktnamnet efter Klef, där han var född. Efter att ha börjat sina studier 1671 blev han 1685 magister och prästvigdes. Ett par år senare var han rektor vid trivialskolan i Stockholm. 1694 blev han kyrkoherde i Bollnäs socken och 1711 prost över Hälsinglands västra kontrakt.
Clewberg var riksdagsman 1719 och 1720.
Clewbergs hustru var dotter till företrädaren i Bollnäs, riksdagsmannen Sven Watz. Han var far till Christoffer Clewberg och Carl Abraham Clewberg.